# Krassà
Krassà (en rus: Краса) és un poble de l'óblast d'Astracan, a Rússia, segons el cens del 2021 tenia 105 habitants.